# 花ざかりの君たちへ
『花ざかりの君たちへ』（はなざかりのきみたちへ）は、中条比紗也による日本の漫画作品。および、これを原作としたテレビドラマ、テレビアニメ。

## 概要
『花とゆめ』（白泉社）にて1996年20号より2004年18号まで連載された。単行本は花とゆめコミックスより全23巻が発売された。2007年の日本でのドラマ化を期に愛蔵版（全12巻）も発売され、愛蔵版の最終巻には連載終了後に発表された読み切りも併せて収録された。2017年1月時点で累計発行部数は1700万部を突破している。
愛蔵版に収録された読み切り以外にも新たな読み切りは描かれており、これら連載終了後の読み切りは『花ざかりの君たちへ After School』（花とゆめコミックス、全2巻）に収録された。
台湾でのドラマ化の後、日本と韓国でもドラマ化されている。

## あらすじ
憧れの彼に近づくため、アメリカから性別を偽って全寮制男子高に転入した主人公の少女・芦屋 瑞稀は、運命か偶然か、中学インターハイ優勝をした憧れの高跳び選手・佐野 泉と同室になる。しかし、彼はすでに高跳びを辞めていた。
順調に男子生徒として潜り込めたと思った矢先、保険医の梅田に「女子」であることを見抜かれてしまう。その後も、クラスメイトのお調子者・中津秀一や、寮長をしている2年生の難波南など、危険いっぱいの男子校ライフが描かれる。

## 登場人物
登場人物の名字または名前のほとんどは大阪府、兵庫県、京都府の地名・駅名に由来する。
声の項は特記のない場合、テレビアニメ版の声優。

### 桜咲学園
主人公・芦屋瑞稀らが通う（男子校）。通常の学校とは違うイベントや行事が多い。

#### 第二寮
瑞稀らが生活している寮。主に運動・文化部・帰宅部の混合の生徒の寮。部屋は共同で、トイレとシャワーが付いている。
芦屋 瑞稀（あしや みずき）
声 - 山根綺 / 桑島法子（CDドラマ）
主人公の女の子。お転婆な性格だが、可愛いので男子に人気が高い。佐野泉の走高跳に憧れてアメリカから日本の桜咲学園へ性別を偽り入学し、その泉と同室で生活することになる。
意外にも高い運動神経を持ち、その実力は学内でもトップクラスである。特に走りにおいては中津を抜いて校内1位。精神と身体を共に鍛えるために一時空手部に仮入部したことが何度かあった。しかし、かなりの天然なので女だとバレそうになることが度々ある。佐野が女と気付いていることは知らず、いつしか恋心を抱き、両想いになる。佐野、中津、難波とともに新しいブランドのモデルをやった事があり、そこのコネでバイトもしていた。
1巻の終了時点で佐野と梅田に女であることが発覚している。その後、難波伊緒に着替えているところを見られ、女だとばれるものの、その後は女だとばれないように胸がぺっちゃんこに見えるベストを作ってもらったり、生理期間中はナプキンを届けてもらったりして協力してもらっている。また、実は萱島も瑞稀が女性である事実に気付いていた。しかし、そのことは後になって本人から知らされるまで、瑞稀本人は気付いていなかった。22巻では服を脱いでいた所を天王寺・難波・姫島の3寮長に発見され、さらに脚立から落ちて二寮生徒に、最終的には桜咲学園の生徒全員に女性であることが発覚してしまう。
正体が生徒全員に知られたあとは退学という形で桜咲学園を去った。
名前は兵庫県芦屋市・芦屋駅（JR・阪神）から取られている。また、「瑞稀」という下の名前は作者友人の子供より拝借した。
イメージフラワーはデイジー。
佐野 泉（さの いずみ）
声 - 八代拓 / 私市淳（CDドラマ）
2年。瑞稀の憧れの走高跳の選手。寮でも同室で、さばけた性格の瑞稀をあるハプニングから、いち早く女と気づく。しかし、本人には気付いたことを告白していない。
一時期に中学時のマネージャーを事故からかばった事が原因で高跳を辞めてしまったが、瑞稀に影響されて再び高跳に復帰した。
クールでぶっきらぼうな性格だが、根は優しく美青年な為、女子からの人気も非常に高い。札幌出身で、弟の森（しん）がいる。甘い食べ物は元からあまり好きではなかったが、祖母に毎日ぼたもちをふるまわれたことがきっかけで更に嫌いになり、極端に甘い物を見ると意識が飛ぶこともある。
父親とは走高跳で衝突したために仲が悪い。学業成績は全ての教科において優秀で、高校の奨学生でもある（英語に至ってはネイティブスピードでついていける）が、酒類を飲むとキス魔になるという一面もある。また、風呂好きという意外な一面があり、アメリカの瑞稀の実家に行った際にその家の風呂が総檜だと聞き、瑞稀の父親と熱く語り合ったこともある。瑞稀を知っていくごとに段々と瑞稀に恋愛感情を抱いていく。
名前は大阪府泉佐野市・泉佐野駅（南海本線・南海空港線）からと、連載当時に人気があったジャニーズJr.の佐野瑞樹から取っている。
イメージフラワーはカラー。
中津 秀一（なかつ しゅういち）
声 - 戸谷菊之介 / 森久保祥太郎（CDドラマ）
2年。大阪出身で、関西弁を話す。瑞稀が女ということは知らないが、彼女を好きになってしまう。ゆえに、自分は同性愛者ではないかと悩んでいる。そのため、いつも「俺はホモじゃない!」と叫んでいる。
勉強はからっきしだが、サッカー推薦で入学した経緯から、弱いと知りながらもサッカー部に所属しており、「グラウンドの若き獅子」、「燃える若獅子」とも言われる程有名である。将来の夢もサッカー選手であり、金髪に染めたのも幼馴染との約束である。
一度は練習試合で対戦した高校の女子生徒・今池こまりから告白されて付き合っていたこともあったが、瑞稀のことで思い詰めてしまい、交際は破局を迎えている。それと同時に寮生の面前で瑞稀に告白した。それ以降彼女に積極的にアプローチするも、いつも空回りしている。
最終巻で瑞希が脚立から落ちて気を失ったことがきっかけで瑞稀が女という事実を知るも、彼女への想いは変わらなかった。
性格はいつも明るく、クラスのムードメーカー的存在。喧嘩っ早く、見た目などから不良に見られがちだが、人懐っこくお人好し。学校の近くのお好み焼き屋の常連でもある。瑞稀の友人のジュリアとは犬猿の仲。
名前は大阪市北区中津・中津駅（阪急・地下鉄御堂筋線）から取られている。
イメージフラワーはひまわり。
難波 南（なんば みなみ）
声 - 三木眞一郎（CDドラマ）
3年。瑞稀らが生活する第二寮の頼れる寮長。
美形でかなりの女好きのチャラ男だが、気さくで後輩思い。第二寮に入寮する瑞稀にも親切に接した。強いリーダーシップもあり、寮生から圧倒的に支持を受けている。また、三寮長からなる「花桜会」のメンバーで、生徒会長的な役割も果たす。第一、第三寮長とはイベントがある度に何かと張り合っている。苦い恋の経験があり、それが女好きになった原因だと思われる。
伊緒の息子で、保健医の梅田北斗とは叔父と甥の関係。叔母の里緒からは「南ちゃん」と呼ばれている。後輩の中央千里から好かれているが、本人は避けて軽くあしらっている。真剣な告白も受けるが、結局振った。
名前は大阪市中央区難波・難波駅（地下鉄御堂筋線・地下鉄四つ橋線・地下鉄千日前線・南海・JR・近鉄・阪神）と周辺地域の通称「ミナミ」から取られている。
イメージフラワーはデンファレ。
萱島 大樹（かやしま たいき）
声 - 伊藤健太郎（CDドラマ）
2年で瑞稀のクラスメイト。常に冷静な性格。
霊感が非常に強く、霊を視認し交信することができ、時々人間離れした術を見せることもある（自分の周囲に霊によるバリアを張る・結界を展開するなど）。持ち霊の名はポチとタマ。また、人のオーラを見て心を読み取ることもでき、度々中津のオーラ実況をしている。わりとズボラなところがあり、オーラの数で頭数を数えている。男と女ではオーラが違うらしく、実は最初（転入してきた日）から瑞稀が女だと知っていた(しかし、気づいたと同時にその事は瑞稀が学園を去る直前まで黙っておくという優しさも見せた)。
中津のルームメイトで、初めて友達と呼べる友達は中津である（その経緯は、彼が主人公の後の番外編の中で明かされる）。そのためか彼の相談に乗ったり、落ち込んでいる彼を励ましたりとからかう反面、優しいところもある。
ヨガやボウリングの腕前はかなりのもの。ボウリングは両親が大好きで、小学生の頃大会で家族優勝を果たしたりもしていたらしい。3年後の彼はソムリエのアルバイトをしている。
学力は佐野泉と同レベルで、将来は大学で民俗学を専攻したいらしい（恐山で修行とも言っていた）。第三寮の少年陰陽師・一条戻からは一方的にライバル視されているが、彼自身の霊的能力は皆無に等しい。
名前は大阪府門真市と寝屋川市にまたがる萱島駅（京阪本線）と同駅のプラットホームを貫く楠の大樹から取られている。
イメージフラワーはリンドウ。
中央 千里（なかお せんり）
声 - 手塚ちはる（CDドラマ）
2年で瑞稀のクラスメイトの「乙女系」美少年。性格は不器用。1年の時「ミス桜咲」に輝く。
友人にはそれなりに優しいが、敵とみなした相手には執拗なまでに攻撃を仕掛けることがある。
自分が可愛いことがわかっているため、双璧の瑞稀には激しいライバル心を持っていたが、次第に打ち解け、友達となる。自分と同じく男性を好きになってしまったと想われているため、瑞稀に愚痴を言ったりするが、相談相手でもある。
南が好きで、一方的に付きまとっており、彼に近づこうとする女子たちを片っ端から蹴散らす。バレンタインデーに南に告白する。
名前は大阪府豊中市・千里中央駅（せんりちゅうおう、北大阪急行電鉄・大阪高速鉄道（大阪モノレール））から取られている。
イメージフラワーはダリア。
野江 伸二（のえ しんじ）
声 - 吉野裕行（CDドラマ）
2年。瑞稀のクラスメイトで、親しい間柄。裁縫が得意で、コスプレ用の衣装を作って楽しんでいる。
漫研部員なので、アニメや漫画の話が得意。逆に怪談話は苦手で、よく萱島に怖がらされている。背が低いことを気にしている。
お調子者な性格で、関目とは1年の頃から同室でとても仲が良く、彼女ができるまでは関目と共にナンパをしたりしていた。
梅田里緒がタイプであったが、合同ダンスパーティを切っ掛けに、安倍野エリカと付き合った（本人は否定しているが、関目曰く里緒に少しは未練があったらしい）。
名前は大阪市城東区・野江駅（京阪本線・地下鉄谷町線）から取られている。
イメージフラワーはパンジー。
関目 京悟（せきめ きょうご）
2年で瑞稀のクラスメイト。陸上部員で長距離をしている。跳ねた髪で眼鏡をかけている。
野江とはルームメイトであり、親友。そのためいつも野江とナンパをしたりしていた。
性格は基本的に冷静で大人だが、女好きなのがキズ。しかし、最終回後の番外編で彼女とできちゃった結婚をしている。
名前は大阪市城東区・関目駅（京阪本線）から取られている。
イメージフラワーはグラジオラス。
道頓堀（どうとんぼり）
3年でクッキング部の部長（部員は彼しかない）。難波とは同室で、時々寮長の仕事を任されている。かなりの悪人面だが、彼の作るスイーツは絶品の為、寮生たちから慕われている。
長堀 橋之助（ながほり はしのすけ）
2年C組。前髪で目が隠れているのが特徴。通称「仕立屋」で、将来自主ブランドを立ち上げるのが夢。仕立て上げはプロ級で、寮内で自作品を安価で販売もしており、宝探しのイベントでも第二寮のコスチュームのデザインを担当した。
名前は大阪市中央区・長堀橋駅（大阪市営地下鉄堺筋線・長堀鶴見緑地線）から取られている。
裕次郎（ゆうじろう）
第二寮で飼われている犬。基本的に男には懐かないが、女の瑞稀には直ぐ懐いた。元は別の飼い主がおり、ラッキーと呼ばれていた。保健所行きになる所を佐野に引き取られた。後に本当の飼い主が会いに来たが、第二寮で飼われることを選んだ。

#### 第一寮
主に運動部の生徒の寮。他の寮とは違いトイレ、風呂は共同で、部屋は畳敷きである。一時事情で二寮と共同生活になったことがある。
天王寺 恵（てんのうじ めぐみ）
声 - 森川智之（CDドラマ）
3年で第一寮の寮長。空手部の主将でもある。
根っからの体育会系で、見た目同様、中身も限りなく熱く真っ直ぐな男。しかし、意外と神経質な一面もある。後輩からの信頼は厚いが、そのために事件を起こす原因になってしまう。
難波にライバル心を燃やしていて、学園のイベントがあると第二寮に宣戦布告をしに来る。九条からは「メグちゃん」と呼ばれているが、本人は嫌がっている。
ブロッサム学園の生徒の尼崎カンナは許嫁であり、他の女性とは付き合ったことがないらしく、彼女に対しては不器用な所がある。
名前は天王寺駅（大阪市天王寺区、JR線・地下鉄御堂筋線・谷町線）から取られている。
イメージフラワーは芙蓉。
九条 威月（くじょう いつき）
声 - 置鮎龍太郎（CDドラマ）
3年で空手部副主将。「菩薩の九条」、「修羅の九条」と呼ばれており、普段の本人は穏やかな性格だが、後輩からはかなり恐れられている。天王寺とは幼馴染であり、「メグちゃん」と呼ぶほどの仲。
一時期瑞稀に空手を教えている。門真を気に入っており、合同ダンスパーティでも彼とペアであることから「ゲイでショタコン」という噂があるが、本人は何故か否定もしていない。
風呂での彼による背中流しは、たわしで力いっぱいで擦られ（門真は別）、中津もその被害にあった。趣味は瞑想。
名前は大阪市西区・九条駅（地下鉄中央線・阪神なんば線）から取られているが、「九条駅」は近いところで京都市と奈良県にもある。

イメージフラワーはアヤメ。
門真 将太郎（かどま しょうたろう）
声 - 今井由香（CDドラマ）
1年の空手部員。ある事件がきっかけで瑞稀と親しくなる。
見た目がとても可愛らしく、ミスコンにも合同ダンスパーティでも女子パートを務めたが、空手部員なので「押忍!」や「〜ッス」など男らしい言葉を普段も使っている。
空手部に入ってから密かに腹筋が割れないことを気にしていたが、九条の説得により解決。九条に憧れており、彼からは大事にされている。
見た目のこともあってゲイに思われたりもするが、本人にその気はないらしい。女性のタイプは優しい人。
名前は門真市駅（大阪府門真市、京阪本線・大阪モノレール）から取られている。
イメージフラワーはチューリップ。
北花田 剛（きたはなだ たけし）
2年で空手部四天王の一人。名前は公式サイトの企画内で急遽付けられた。
天王寺を尊敬しているあまり、事件を犯してしまう。
空手は小学校の頃からやっているらしい。辻希美のような女性が好みのタイプらしい。
名前は北花田駅（堺市北区、地下鉄御堂筋線）から取られている。
枚方 菊之助（ひらかた きくのすけ）
1年ながらも、かなりの長身の生徒。門真将太郎と同室で、彼の勧めにより空手部に入部。祖父が文楽人形作りの人形師で、母がスウェーデン人。
宝さがしのイベントの際に1年の代表として選ばれていた。彼女が欲しいらしい。空手部に入部するまではひょろっとした体型だったが、腹筋が割れるほどに。
名前は枚方市駅（大阪府枚方市、京阪本線）と枚方公園駅前にあるひらかたパークの名物だったひらかた大菊人形から取られている。
嵯峨 和真（さが かずま）
テニス部鬼主将にして有力選手。自称「未来のウィンブルドン覇者」。不良のようでガラが悪いが、北花田を快く思っておらず、中津のカンニング事件の際に瑞希たちに同意する。
名前は京都市右京区の観光地・嵯峨野から取られている。ちなみにここの最寄り駅で「嵯峨」を含むのは、 嵯峨嵐山駅（嵯峨野線）・嵐電嵯峨駅（京福電気鉄道嵐山本線）・トロッコ嵯峨駅（嵯峨野観光鉄道嵯峨野観光線）。
十三 隼人（じゅうそう はやと）
3年で元サッカー部キャプテン。色黒の肌が特徴。中津が練習をサボると連れて行く。
部活の後輩達に慕われており人望は厚く、引退後も部に顔を出している。現役時の名残りであだ名も「キャプテン」。
名前は大阪市淀川区十三（阪急電鉄十三駅が所在）から取られている。

#### 第三寮
主に文化部の生徒の寮。個性的な寮生が数多く入寮していて建築は二寮と同じだが、姫島の影響か、噴水やあちこちに怪しげなポスターが貼られていたりする。
姫島 正夫（ひめじま まさお）
声 - 子安武人（CDドラマ）
3年で第三寮の寮長。演劇部の部長でもある。
金髪のロングヘアが特徴で一見美男子だが、正夫という名を嫌い、オスカー・M・姫島と自称しているナルシストな自惚れ屋。ドイツ語が得意で、時々応用している。また、自称“ドイツ人とのハーフ”だが、日本生まれ、日本育ちの純粋な日本人である。
双子の弟（良夫・光夫）がおり、彼らもまた正夫と同様、もうひとつの名前（詩音・庵莉）を使用している。3兄弟とも美形だが、両親は至って普通。
難波や天王寺と常に競い合っているが、二人からはあまり相手にされておらず、瑞稀たちからも軽く扱われている（一部の三寮生徒からは慕われている）。演劇部で、数々の賞の受賞経験あり。その為、花屋敷ひばりとは幼い頃からの犬猿の仲らしい。スーパーモデルのアレックスの大ファン。
名前は姫島駅（阪神本線、大阪市西淀川区）から取られている。
イメージフラワーは深紅の薔薇。
声優・子安武人の声からイメージして作られたキャラクターである（コミックス収録のCDドラマアフレコレポート参照）。
八尾 誠一郎（やお せいいちろう）
2年。バンド部員で担当はベース。
ヴィジュアル系なのでメイクをしている。聖ブロッサムに彼女がいる。見た目は派手だが、腰が低く温和。しかし、ベースを持つと性格が別人になるらしい。
名前はJR八尾・近鉄八尾駅（ともに大阪府八尾市）から取られている。
日本橋 渉（にほんばし わたる）
2年。写真部の根暗でオタクなカメラ小僧。
「キヒヒ」という奇妙な笑い方をする。スクープ写真や学園内でのアイドル写真を売りさばいている。実は諸事情でミスコンで優勝している。
名前は日本橋（大阪市中央区）から取られたもので、元の地名・駅名はにっぽんばしだが、苗字はにほんばしとなっている。この地域には地下鉄千日前線・堺筋線と近鉄難波線（奈良線）の駅がある。
一条 戻（いちじょう もどる）
2年。「前鬼」「後鬼」という名のフェレットのような霊獣のお陰で呪術が使える、自称「平成の陰陽師」。肩まで伸びたストレートヘアが特徴。
霊感少年である萱島大樹をライバル視しているが、当の本人からは相手にされていない。宝探しのイベントで萱島に勝負を挑む。
名前は京都市上京区を流れる堀川に架かっている一条戻橋から取られている。
河内森 尚（かわちもり ひさし）
2年。踊りながら花を活ける華道の流派、交野（かたの）流の家元。あだ名も家元。
合同ダンスパーティでは女性パートを踊った。礼儀正しい口調。
名前は河内森駅（大阪府交野市、京阪交野線）、流派は河内森駅のある「交野市」から取られている。
阿波座（あわざ）
2年。社交ダンス部所属で、いなかっぺ口調で話す。

#### 教師
梅田 北斗（うめだ ほくと）
声 - 一条和矢（CDドラマ）
桜咲高校の第二保健医。瑞稀のクラスの副担任でもある。眼鏡をかけた美男子で、27歳のゲイ。保健室などで瑞稀がその現場を目撃することも少なくない。
口が悪くて面倒臭がりだが、医療の腕は良い。南の叔父で「叔父貴」と呼ばれている。いち早く瑞稀が女だと見抜くが、協力する。原秋葉に慕われているが、本人は必死で逃げている。姉の伊緒が大の苦手。
名前は梅田駅（大阪市北区梅田、阪急電車・阪神電車・地下鉄御堂筋線）と周辺地域の通称「キタ」から取られている。
イメージフラワーはアンスリウム。
柴島
瑞稀のクラスの担任。たらこ唇が特徴。名前は柴島駅（大阪市東淀川区柴島二丁目にある、阪急電鉄千里線）から取られている。
北浜（きたはま）
柴島の怪我により、一時期瑞稀のクラスの担任になった。校則に非常に厳しく、体罰とも捉えられる行為を繰り返し、事件を起こす。そのようになった理由は弟が8年前にバイク事故で亡くなり、不良だった弟と生徒の影を重ねていたからである。寮長の首をかけた「花桜会」の結成により改心し、事件の幕を閉じる。名前は北浜駅（大阪市中央区北浜、京阪電気鉄道・大阪市営地下鉄の駅）から取られている。

### 他校の生徒
佐野 森（さの しん）
佐野泉の1歳下の弟。兄と同じく走り高跳びの選手で、北海道にある北海堂山高校所属の超大型ルーキーと言われている。
父・岳彦のことで中学進学と同時に家を出て東京にある義母・みどりの実家に一人勝手に行った兄・泉に反感を持っていたが、瑞稀がきっかけで仲の良い兄弟に戻る。幼い時に亡くなった実母・美沙の記憶があまりないらしい。
基本的に兄ちゃんっ子で、美少年の為兄同様モテるが、やや幼い。また、食べ物の好き嫌いは多く、兄と違って甘党だが、蜂蜜は苦手。瑞稀を知るにつれ、瑞稀を好きになり、抱きついて去って行った。
イメージフラワーはバビアナ。
神楽坂 真言（かぐらざか まこと）
桃郷学院2年で、男子高校高跳び界の現トップ。中学の時に高跳びで佐野に負けて以来、佐野をライバル視していた。佐野が勝ち逃げしたまま怪我で引退したのが気に入らず、色々とつっかかっていたが、本心では誰よりも佐野の復帰を願っていた。傲慢な態度が鼻につく時もあるが、素は単純でお人好し。
佐野と瑞稀の仲を誤解しており、二人はホモだと思い込んでいる。中津とは仲が悪く、彼のことは「黄色」と呼んでいる（中津からは「かぐピー」と呼ばれている）。実家はお寺で、霊感も少しある様子。年上のお姉さま系が好みらしい。
妹が2人おり、長女・珠美は佐野のファンで、難波伊緒が経営しているペンションで彼にアタックするも、振られてしまった。次女・教美はその際に中津に懐いていた。
名前は神楽坂駅（東京都新宿区、東京メトロ東西線・都営大江戸線）から取られている。
イメージフラワーはハイビスカス。
山科 理香（やましな りか）
佐野の中学時の陸上部のマネージャー。佐野とは幼馴染みで、彼に好意を持っていた。
事故になりそうな所を佐野にかばわれたが、それが原因で彼が高跳を辞める原因を作ってしまう。彼のことで瑞稀と衝突し、手を挙げようとした為、彼に桜咲学園には来るなと言われてしまう。
今池 こまり（いまいけ こまり）
菜吾八（なごや）高校2年の女生徒。女の子らしい純粋な性格。
中津のことが好きで、一時は中津と付き合っていたが、彼が瑞稀への想いを再確認した為、結局は破局した。
名前は愛知県名古屋市千種区にある地下鉄東山線・桜通線の今池駅から取られているが、大阪市西成区にも同名の阪堺電気軌道の駅が存在する。

#### 聖ブロッサム女学院
制服、学生が可愛いと評判のお嬢様校。毎年桜咲学園と共同で合同ダンスパーティが開催される。
花屋敷 ひばり（はなやしき ひばり）
ブロッサム学院の生徒会長。3年で演劇部所属。
お上品でプライドが高い性格。ブロッサム学院の生徒たちからは「ひばり様」と呼ばれ、慕われている。
可愛らしく美しいものが好きで、瑞稀のことを「ハミングバード」と呼ぶ。姫島正夫とはトロフィーハンターと呼ばれ、物心付いた時から何かと対立し、小さい頃からの腐れ縁。
中津から風貌が「お蝶婦人に似ている」と言われる。合同ダンスパーティでは姫島とのタンゴ（仕方なく利害一致した故に）でクイーンに選ばれた。
名前は雲雀丘花屋敷駅（兵庫県宝塚市、阪急宝塚本線）から取られている。
尼崎 カンナ（あまがさき カンナ）
ブロッサム学院の生徒会役員を務める2年生。合同ダンスパーティでも実行委員を務めた。礼儀正しく可憐だが、怒ると怖い一面も。弓道や華道などが得意。
純粋かつ引っ込み思案な性格のため、天王寺とは親が決めた許婚であるが、合同ダンスパーティでベストカップル賞を貰うなど、ラブラブである。
名前は尼崎駅（兵庫県尼崎市、JR・阪神）から取られている。
阿倍野 エリカ（あべの エリカ）
1年。合同ダンスパーティで運営委員を務めた事を切っ掛けに、野江の彼女となる。野江と同じくコスプレイヤー。声優志望の為、アニメ声。
名前は阿倍野駅（大阪市阿倍野区、地下鉄谷町線・阪堺電気軌道上町線）から取られている。
岸里 樹里（きしのさと じゅり）
2年。合同ダンスパーティでクイーンになりたいがために実行委員を務めた。一見しとやかな美少女だが、腹黒く計算高い性格で、クイーンになる為に瑞稀ら女性パートを務める桜咲学園の男子に色々と嫌がらせをした。
名前は岸里駅（大阪市西成区、地下鉄四つ橋線）から取られている。
鬼島 朱奈（きじま しゅな）
2年。梅田北斗の想い人・鬼島綾市の妹。里緒とは幼稚園の頃からの幼馴染で親友。タロットカードを得意としており、兄が経営している占いの館で時々アルバイトしている。合同ダンスパーティでは萱島とペアだった様子で、彼に対しては好印象である。
同作者の『夢みる葉っぱ』にも登場する。
名前は大阪市福島区の古代の地名・餓鬼島から取られている。
神戸 夢美（かんべ ゆめみ）
1年。八尾の彼女でロックが好き。合同ダンスパーティでは運営委員を務め、八尾とペアだった。
名前はJR神戸・神戸高速線高速神戸駅（ともに兵庫県神戸市中央区）または、近鉄・伊賀鉄道線伊賀神戸駅（三重県伊賀市）から取られている。読み方は前者がこうべ、後者がかんべである。

### 瑞稀の実家関係者
静稀・C・芦屋（しずき・クロード・あしや）
瑞稀の異母兄。日本名だが外見は実母似で、金髪の外国人。妹を極度に大事にしており、男子校に入学した瑞稀を強引に連れ戻そうとした。ゲイが嫌いで、ゲイに触られると何かを感じ取る。中津からはチアリさんと呼ばれている（クロード・チアリから取った）。
芦屋 英子（あしや えいこ）
瑞稀の母親。静稀曰く、瑞稀の外見は彼女に似た様子。ダンス講師であり、19歳の時にダンサーを夢見てアメリカに渡り、1年後に夫と出会う。娘がダンスが下手なことに不満を持っていた。
芦屋 拓見（あしや たくみ）
瑞稀の父親。獣医を務めている。瑞稀以上にそそっかしい性格で、瑞稀の性格は彼に似た様子。風呂好きであり、同じく風呂好きの佐野が瑞稀の実家に訪れた際に彼と熱く語り合った。
ジュリア・マックスウェル
瑞稀の幼馴染。金髪に青い瞳のアメリカ人美女。梅田里緒とはメール友達で、一時期に聖ブロッサム女学院に留学していた。日本語も相当出来るが、時代劇や任侠物を見て覚えたので標準語よりも土佐弁が得意。
しっかり者の性格故にかなりの心配性で、そそっかしい瑞稀をいつも心配しており、また佐野が瑞稀が女だと見抜いていることに鋭く気がつき、彼に瑞稀を託した。対して中津とは瑞稀を取り合う、犬猿の仲（彼のことは「黄ザル」、中津からは後記の理由もあって「メリケン女」と呼ばれている）。難波にしつこく追い回され、殴ったこともある。
ギルバート・ラング
瑞稀が家出をした時の恩人で、登山家。瑞稀の初恋の相手でもある。嫌味な性格だが、お人好し。佐野と中津がアメリカに来たときに上手く瑞稀をフォローしていた。元から肺に病気を抱えており、成功率の低い肺の手術を受け、無事成功。現在はカリフォルニア大学生である。
リサ
拓見の助手。日本語が話せる。黒人系の美女だが、腹黒い一面を持つ。

### 梅田北斗の実家関係者
梅田 里緒（うめだ りお）
聖ブロッサム女学院の2年生。北斗の妹で、瑞稀とも親しい仲。可愛らしいが、北斗同様厳しい行動になる一面も。瑞稀が佐野を想ってると気付くが、兄がゲイゆえに瑞稀らのことも勘違いした上で色々と協力してくれている。
美形の家庭で育ったがために、男性の理想が高すぎだと周囲に言われている。また、南からすれば彼女は叔母にあたるが、彼女の方が南よりも年下であるがゆえに、本人はあまりそのことを快く思っておらず、従兄弟と偽っている（後に佐野らにバレてしまうが）。
難波 伊緒（なんば いお）
北斗・里緒の姉で、難波南の母。あることがきっかけで瑞稀が女である事実を知るが、瑞稀に協力する。アパレルメーカー社長夫人の立場にあるので、瑞稀が男性として手に入れにくい物を仕入れてきてくれる。副業でペンションも経営している。美少年好きで、女装させることも趣味としている。美人だが気が強く、歳のことを言われることを嫌っている。
梅田 東（うめだ あずま）
伊緒・北斗・里緒の父親で、南の祖父。54歳だが、驚異的に若く見えるルックスである。北斗とは瑞稀たちが最初は北斗の兄と勘違いしたほどよく似ている。桜咲学園卒業。結婚して30年以上経つが、妻とは今でも新婚気分。妻からは「東ちゃん」と呼ばれている。
名前は東梅田駅（大阪市北区梅田 地下鉄谷町線）から取られている。
梅田 星良（うめだ せいら）
伊緒・北斗・里緒の母で、南の祖母。51歳だが、夫の東と同じく驚異的に若く見えるルックスである。顔は里緒に極めて似ており、双子に間違えられることも。南からは「セーラママ」と呼ばせている。聖ブロッサム女学院卒業で、東との合同ダンスパーティでベストカップル賞を貰っている。

### 瑞稀の関係者
原 秋葉（はら あきは）
声 - 中原茂（CDドラマ）
プロの写真家で、様々な賞の受賞歴を持つ世界的に有名な人物。北斗の高校時代の後輩。
瑞希たちを雑誌のモデルとしてスカウトした。男女問わず恋愛対象にする、いわゆる両刀で北斗に懐いているが、かつてはメイクアーティスト・恵比寿と結婚していたことがあった。ちなみに超甘党で、朝食としてあんこそのものを鍋食いしたりもしている。
名前は秋葉原駅（東京都千代田区、JR線・地下鉄日比谷線・つくばエクスプレス線）から取られている。
恵比 寿（えび ことぶき）
プロのメイクアーティストである女性。以前に原秋葉と結婚していたが、別れてもなお彼との関係は変わっていない。女扱いされることを嫌っており、性別で判断しなかったことも秋葉を信頼している。
烏丸 絹子（からすま きぬこ）
スポーツ記者・ジャーナリストの女性。一度目をつけた者にはとことん取材しまくる通称『野鳥のお絹』。佐野が中学の時から追っかけており、佐野が陸上を止めた時も足繁く通っていたが、出版社の人事異動でスポーツ担当を外されてしまう。しかし彼の復帰を聞きつけ、日夜飛んで来る。瑞希の知っていたことは彼女の受け売りが多かったが、烏丸自身も佐野のファンでもある為、瑞希が佐野を復帰させたことに嫉妬していたことも。
松雪泰子似の美人だが、桃郷学院の記者会見にて女子生徒に変装するが失敗する。梅田北斗とは大学時からの知り合いであり、何らかの事情で彼を見るだけでも極度に避けるようになってしまう。いつも佐野の下着が何であるか聞いている。
名前は京都市の烏丸通から取られている。
アレックス
男性スーパーモデル。「北欧の美神」の異名を持つトップモデルだが、性格はかなりの高飛車。幼少の頃は孤児院で育ち、そこで日本人の友達ができた。その為か親日家であり、日本語も不自由なく話せる。
蒔田（まきた）
難波伊緒が経営しているペンションで働いていた大学2年の男性。優しく働き者だが女癖が悪く、瑞稀にも手を出そうとして失敗し、仕事をクビになる。瑞稀を女と思っており、その認識は正しかったが、伊緒に「瑞稀は男である」と聞かされ、ショックを受ける。
二階堂 まゆみ（にかいどう まゆみ）
難波伊緒が経営しているペンションで働いている大学2年の女性。蒔田によくナンパされていた。
名前は二階堂駅（奈良県天理市、近鉄天理線）から取られている。

### その他
鬼島 綾市（きじま りょういち）
梅田北斗の想い人。現在は占い屋で働いている男性。
高校時は北斗の元クラスメイトで学級委員を務めており、表面上は成績優秀の優等生を演じていたが、裏では他人に興味が無く、また喫煙を行うなど、かなり冷淡な性格をしていた。ある日北斗と話したことがきっかけとなり、親しい間柄となる。やがて彼に恋愛感情を抱くようになった。
同作者の『夢みる葉っぱ』にも登場する。
池田 岬（いけだ みさき）
梅田北斗の愛人。後に北斗と別れた様子。
茶屋町（ちゃやまち）、曽根崎（そねざき）
桜咲学園時代の梅田北斗の友人たち。茶屋町は北斗がゲイであることを知っており、曽根崎はさわやか系だが女好きで、幼い頃に女装させられていた南に近づこうとしていた。
田辺 可南子（たなべ かなこ）
難波南の元家庭教師。南と恋仲になるが、ある日行方をくらましてしまう。しかし、2年の文化祭の日に彼と再会。南に結婚することを告白した。このことがきっかけで、難波南は女好きになったという。
名前は田辺駅（大阪市東住吉区、地下鉄谷町線）から取られている。「田辺」は阿倍野区・東住吉区にまたがる地名。
中津 かの子（なかつ かのこ）
秀一の母であり、中津家の家業の社長。「ド派手ファッション」「一方的によく喋る」「金銭感覚に鋭い」等、ステレオタイプな「コテコテの大阪のおばちゃん」。第二寮の生徒や食堂のおばちゃんともすぐに打ち解けられる性格。息子の秀一に対しては、かなりの世話焼きで、中津を大阪に連れ戻そうとしていた。

## 書誌情報

### 単行本
- 中条比紗也 『花ざかりの君たちへ』 白泉社〈花とゆめコミックス〉、全23巻
  1. 1997年4月18日発売[8]、ISBN 4-592-11602-X
  2. 1997年8月19日発売[9]、ISBN 4-592-12852-4
  3. 1998年1月19日発売[10]、ISBN 4-592-12853-2
  4. 1998年5月19日発売[11]、ISBN 4-592-12854-0
  5. 1998年9月17日発売[12]、ISBN 4-592-12855-9
  6. 1998年11月19日発売[13]、ISBN 4-592-12856-7
  7. 1999年2月19日発売[14]、ISBN 4-592-12857-5
  8. 1999年5月19日発売[15]、ISBN 4-592-12858-3
  9. 1999年8月19日発売[16]、ISBN 4-592-12859-1
  10. 1999年11月19日発売[17]、ISBN 4-592-12860-5
  11. 2000年3月17日発売[18]、ISBN 4-592-17661-8
  12. 2000年8月18日発売[19]、ISBN 4-592-17662-6
  13. 2000年11月17日発売[20]、ISBN 4-592-17663-4
  14. 2001年2月19日発売[21]、ISBN 4-592-17664-2
  15. 2001年6月19日発売[22]、ISBN 4-592-17665-0
  16. 2001年10月19日発売[23]、ISBN 4-592-17262-0
  17. 2002年3月19日発売[24]、ISBN 4-592-17263-9
  18. 2002年7月19日発売[25]、ISBN 4-592-17264-7
  19. 2002年11月19日発売[26]、ISBN 4-592-17265-5
  20. 2003年4月18日発売[27]、ISBN 4-592-17266-3
  21. 2003年10月17日発売[28]、ISBN 4-592-17267-1
  22. 2004年5月19日発売[29]、ISBN 4-592-17877-7
  23. 2004年11月19日発売[30]、ISBN 4-592-17878-5
- 中条比紗也 『花ざかりの君たちへ After School』 白泉社〈花とゆめコミックス〉、全2巻
  1. 2010年9月17日発売[3][31]、ISBN 978-4-592-18600-7
  2. 2016年4月20日発売[32]、ISBN 978-4-592-21562-2

### 愛蔵版
- 中条比紗也 『花ざかりの君たちへ』 白泉社〈花とゆめCOMICSスペシャル〉、全12巻
  1. 2007年6月19日発売[33]、ISBN 978-4-592-18787-5
  2. 2007年6月19日発売[34]、ISBN 978-4-592-18788-2
  3. 2007年7月5日発売[35]、ISBN 978-4-592-18789-9
  4. 2007年7月5日発売[36]、ISBN 978-4-592-18790-5
  5. 2007年7月19日発売[37]、ISBN 978-4-592-18791-2
  6. 2007年7月19日発売[38]、ISBN 978-4-592-18792-9
  7. 2007年8月4日発売[39]、ISBN 978-4-592-18793-6
  8. 2007年8月4日発売[40]、ISBN 978-4-592-18794-3
  9. 2007年8月17日発売[41]、ISBN 978-4-592-18795-0
  10. 2007年8月17日発売[42]、ISBN 978-4-592-18796-7
  11. 2007年9月5日発売[43]、ISBN 978-4-592-18797-4
  12. 2007年9月5日発売[44]、ISBN 978-4-592-18798-1

### 関連書籍
- 『花ざかりの君たちへ キャラクターブック』2000年5月発行、ISBN 4-592-73172-7
- 『中条比紗也画集 花ざかりの君たちへ』2004年5月発行、ISBN 4-592-73221-9
- 『花とゆめメモリアル 花ざかりの君たちへトリビュート』2009年8月5日発売[45]、ISBN 978-4-592-19808-6

## ドラマ版
2006年に台湾ドラマ版として『花樣少年少女』のタイトルでテレビドラマ化された後、日本でも2007年に『花ざかりの君たちへ〜イケメン♂パラダイス〜』、2011年に『花ざかりの君たちへ〜イケメン☆パラダイス〜2011』のタイトルで二度シリーズドラマ化され、2012年に韓国ドラマ版『花ざかりの君たちへ For You In Full Blossom』のタイトルでテレビドラマ化されている。

## アニメ版
2024年5月15日に制作が発表された。

### スタッフ
- 原作 - 中条比紗也

### キャスト
- 芦屋 瑞稀 - 山根綺[5][47]
- 佐野 泉 - 八代拓[5][47]
- 中津 秀一 - 戸谷菊之介[5][47]

## ゲーム版
2017年1月18日からボルテージよりApp Store、Google Play、GREE、Amebaにて恋愛ドラマアプリ『花ざかりの君たちへ～Boys love you～』が配信。原作者の中条比紗也と白泉社『別冊花とゆめ』編集部が監修を行ったアプリオリジナルのストーリーとなっている。2018年7月24日にサービス終了。